# Yōsuke Akimoto
Yōsuke Akimoto  (秋元 羊介?, Akimoto Yōsuke), nato Yukio Tajika (田鹿 幸雄?, Tajika Yukio) (Tokyo, 5 febbraio 1944) è un doppiatore e attore giapponese.
Affiliato a Mausu Promotion, si diplomò alla business school Hosei University.

## Filmografia

### Anime televisivi
1985
- Touch (Kamimura)

1986
- Machine Robo: Revenge of Cronos (Garudi)

1987
- City Hunter (Tomomura)
- Metal Armor Dragonar (Roy)

1988
- Tatakae!! Ramenman (Shōkokurō Kensō)

1989
- Lupin III - Bye Bye Liberty: Scoppia la crisi! (tassista)
- Voglia di vittoria (David)

1990
- Magical Angel Sweet Mint (Subittsu, annunciatore, Kantoku, Borisuman)
- Lupin III - Il mistero delle carte di Hemingway (Carlos)

1994
- Mobile Fighter G Gundam (Master Asia, Stalker)

1995
- Saint Tail (Ōkura)

1996
- Slayers NEXT (Seigram)
- Detective Conan (marito di Tōru Imai, Benzō Kadowaki, Kazuyuki Kawai, Shin'ichi Takeda, Ryūtarō)

1998
- Gasaraki (Sorachi Genjyo)

2001
- Noir (Kanora)

2002
- Kiddy Grade (Deuxiem)
- Mobile Suit Gundam SEED (Siegel Clyne)

2003
- Crayon Shin-chan (padre di Kenta Musashino)
- Last Exile (De Vido Madosein)
- Planetes (Roland)
- Pokémon Advanced Generation (Hagi)
- Stratos 4 (Robert Reynolds)
- Uninhabited Planet Survive! (principale)

2004
- Agatha Christie no meitantei Poirot to Marple (Rūsā)
- Il conte di Montecristo (Gerard de Villefort Procureur-général)
- Ghost in the Shell: S.A.C. 2nd GIG (Ministro degli Interni)
- Monster (Maurā)
- Naruto (Wasabi Jirochō)
- Ragnarok the Animation (Dark Lord)
- Sgt. Frog (Elite Commanding Officer)
- Tactics (Kitahara)

2005
- Gallery Fake (Bill Toravāsu)
- He Is My Master (Nakabayashi Yoshitaka's father)

2006
- Angel Heart (direttore)
- Fist of the Blue Sky (Huáng Xī-Fēi)
- Inukami! (Doctor Ru)
- Utawarerumono (Niue)
- Otogi-Jushi Akazukin (Rabbi)

2007
- Higurashi no Naku Koro ni Kai (Principal Kaieda)

2008
- Kimi ga Aruji de Shitsuji ga Ore de (Taijiri Yasushi)
- Strike Witches (General Trevor Maloney)

2009
- The Sacred Blacksmith (Hannibal Quasar)

2010
- SD Gundam Sangokuden Brave Battle Warriors (Enshou Bawoo)

2011
- Naruto Shippuden (Lightning Daimyo)
- Nurarihyon no Mago (Hidemoto Keikain 27th)

2014
- Buddy Complex (Viktor Ryazan)
- Hamatora (Gasuke)
- Nobunaga Concerto (Saitō Dōsan)
- Tenkai Knights (Vilius)

2015
- Gunslinger Stratos: The Animation (Makabe Mondo)
- Ninja Slayer (Dragon Gendoso)

2016
- Maho Girls PreCure! (Dokuroxy)

2018
- Tada Never Falls in Love (Reinbō Shōgun)

2019
- Blade of the Immortal -Immortal- (Saburō Anotsu)

2020
- Uzaki-chan Wants to Hang Out! (The Master)
- Arte (Ubertino)

### OVA
- Legend of the Galactic Heroes (1988) (Hirudesuhaimu)
- Giant Robo (1992) (Alberto)
- Cannon Busters (ONA) (2019) (9ine)

Data sconosciuta
- Mobile Suit Gundam 0080: War in the Pocket (Steiner Hardie)
- Mobile Suit Gundam 0083: Stardust Memory (Dick Allen)
- Stratos 4 (Robert Reynolds)
- The Silent Service (Saburō Akagaki, Mihairu Marenkofu)

### Anime cinematografici
- Akira (1988) (Harukiya)
- Mobile Suit Gundam: Char's Counterattack (1988) (Captain Musaka)

Data sconosciuta
- Mobile Suit Gundam 0083: The Last Blitz of Zeon (Dick Allen)
- Perfect Blue (Tejima)
- Pocket Monsters: Mewtwo Strikes Back (Professor)
- Touch 2: Sayonara no Okurimono (Uemura)
- Touch 3: Kimi ga Tōri Sugita Ato ni (Sumi)

### Drama CDs
- Kishidou Club (????)

### Videogiochi
- Alan Wake (Odin Anderson)
- Aoi Shiro (Suzuki Yukokoroyo)
- Black Rock Shooter: The Game (SAHA)
- Bloodborne (Gehrman)
- Chaos Rings II (Bachs/Amon)
- Cowboy Bebop - Tsuioku no serenade (Kurt Meyer)
- Crash Boom Bang! (Doctor Neo Cortex)
- Daraku Tenshi - The Fallen Angels (Torao Onigawara)
- Devil Summoner: Soul Hackers (versione 3DS) (Muramasa)
- Dynasty Warriors: Gundam (Master Asia)
- Dynasty Warriors: Gundam 2 (Master Asia)
- Dynasty Warriors: Gundam 3 (Master Asia)
- Elsword (Horatio)
- Etrian Odyssey Untold 2: The Fafnir Knight (Minister)
- Fable II (Barnum)
- Fallout 3 (John Henry Eden)
- Final Fantasy XII (Bergan)[1]
- Final Fantasy Type-0 (Narratore)
- Final Fantasy XIV: Heavensward (Gosetsu Daito)
- Final Fantasy XIV: Stormblood (Gosetsu Daito)
- Graffiti Kingdom (Diavolo, Re)
- Granblue Fantasy (Goblin King)
- Guardian Heroes (Macho Goro, Narratore)
- Killer Is Dead (Hamada-Yama)
- Kingdom Hearts II (Xaldin)
- Kingdom Hearts 358/2 Days (Xaldin)
- Kingdom Hearts Birth by Sleep (Dilan)
- Live A Live (Remake) (Seishi Moribe)
- Lunar Knights (Barone Stoker)
- Magic Pengel (Devil)
- MagnaCarta II (Huaren Jass)
- Master Detective Archives: Rain Code (Zange Eraser)
- Max Payne (Alfred Woden) (Japanese dub)
- Muv-Luv Alternative (Tadokoro)
- Ōgon musōkyoku (Goat)
- Phantasy Star Online 2 (Jean)
- Power Stone (Gunrock, Pride Falcon)
- Power Stone 2 (Gunrock, Pride Falcon)
- Psychic Force (Rokudo Genma)
- Radiant Silvergun (segretario Igarashi)
- Raidou Remastered: The Mystery of the Soulless Army (voci addizionali)
- Shin Megami Tensei IV (K)
- Shin Megami Tensei III: Nocturne HD Remaster (Matador, Beelzebù)
- Shin Megami Tensei V (Matador, Beelzebù)
- Shin Megami Tensei V: Vengeance (Matador, Beelzebù)
- Super Robot Wars Alpha (Steiner Hardy, Lord Alberto)
- Super Robot Wars A Portable (Master Asia)
- Super Robot Wars T (Master Asia, Stalker)
- Swords of Destiny (Yan De, Meng Wei)
- Tail Concerto (Russell Ryebread, Re Hound III)[2]
- Tales of Hearts (Chen)[1]
- Tears to Tiara (Ogam)
- Way of the Samurai 2 (Kurohai Tetsuo)
- White Knight Chronicles (Belcitane)

### Tokusatsu
- Super Robot Red Baron (1973) (Iron Alliance Commander)
- Denji Sentai Megaranger (1997) (Lizard Nejilar)
- Juken Sentai Gekiranger (2007) (Confrontation Beast Pangolin-Fist Muzankose)
- Samurai Sentai Shinkenger (2009) (Ikusazure)
- Shuriken Sentai Ninninger (2015) (Super Advanced Yokai Shuten Douji)